# Pruszcz (Drawsko)
Pour les articles homonymes, voir Pruszcz.
Pruszcz (pruʂt͡ʂ) est une ville du gmina de Kalisz Pomorski, dans le powiat de Drawsko (voïvodie de Poméranie occidentale), dans le nord-ouest de la Pologne. Avant 1945, elle appartenait à l'Allemagne.

## Situation
Pruszcz se situe à environ 6 km au nord-est de Kalisz Pomorski, à 29 km au sud-est de Drawsko Pomorskie et à 94 km de Szczecin, la capitale régionale.

## Source
- (en) Cet article est partiellement ou en totalité issu de l’article de Wikipédia en anglais intitulé « Pruszcz, Drawsko County » (voir la liste des auteurs).